# 牙刷主義
牙刷主義，是一個最早出現於1970年代臺灣的諷刺用語，用以形容已經取得外國國籍（如美國綠卡），把家人移民出國並將資產轉移到國外，暫留臺灣，對臺灣缺乏歸屬感或不愛惜臺灣的黨國權貴和資本家。他們被批評就算局勢發生巨大變動，他們也僅需帶著一根牙刷便能隨時輕鬆移民海外，逃離麻煩。

## 由來及應用
1970年代，中華民國在國際外交上遭遇一連串挫敗，引發國際孤立危機，人們對臺灣的前途產生不確定感，一些有條件、有權勢的人透過多種途徑移民美國，形成一股多以美國為目的地的移民風潮。當時中國國民黨政府嚴厲管制移民出入境，身處臺灣、持有中華民國國籍的人士移民美國並非易事，然而一些黨政軍高層等特權份子卻能透過各種管道甚至走後門取得美國綠卡，這些特權人士被譏諷為「牙刷主義者」，其行徑被輿論所詬，在當時引起了一場爭議及引發「牙刷主義問題」，1976年6月4日，議員李子駸在臺灣省議會指出社會輿論對該類人士的觀感：「目前街談巷議，將此類人物稱之為『牙刷主義』，意即在國外已萬事皆備了，必要時只帶一支牙刷就可遠走高飛。這真是令人痛心。」
當時不同立場的臺灣平面媒體基於「愛（中華民）國」和「愛臺（灣）」的鄉土意識不同立足點，口徑一致地對「牙刷主義」作出批評，而後者更認為「牙刷主義問題」是由國民黨的外來政權本質所造成。此外，國民黨在該場爭議中一直表態反對「牙刷主義」，但並無認真處理問題，一直不願正面回應輿論的抨擊與呼籲，又為持有綠卡的公務員以及特權份子開脫。後來由於臺灣輿論對「牙刷主義」問題的興趣逐漸消退，加上臺灣局勢逐漸開始從1970年代一連串的外交挫敗中回復穩定，以及國民黨當局對黨外聲音的打壓，「牙刷主義」問題逐漸平息。
「牙刷主義」問題在1970年代反映出臺灣社會對於外交危機的恐慌，也反映出國家認同問題和臺灣意識的興起。2008年，「牙刷主義問題」再度呈現，政治人物持有綠卡的問題再次成為競選雙方辯論是否「愛臺灣」以及在野黨質詢國民黨內閣的焦點，當時前立委李慶安在立委任內隱瞞具有美國國籍也被輿論所關注；2014年，時任中華民國總統馬英九的綠卡爭議同樣受到社會關注。